# Ahmed Belbachir Haskouri
Ahmed Belbachir Haskouri (Marrakech, 1908 - Londres, 1962) fue un político marroquí, considerado la "Eminencia gris" de Muley Hassan Ben Mohammed Mehedi Uld Ben Ismael, segundo y último jalifa del Protectorado español de Marruecos, según Abdelmajid Benjelloun, historiador marroquí. Jean Wolf, historiador belga, usó la misma descripción, "Eminencia gris", para referirse a este político. Según el estudio del historiador Jaafar Soulami, publicado en 2014, Belbachir era conocido en el protectorado de Marruecos de costa a costa, es decir, desde el norte hasta el sur y desde el este hasta el oeste. Paul Bowles, Compositor, escritor y viajero estadounidense, nos informó que Belbachir figuraba entre las personas de suma importancia en el Mundo Árabe y que era el consejero del jalifa ubicado en Tetuán. Qut El Qulub Damardachia, millonaria egipcia, dijo que Belbachir era la persona adecuada en el puesto adecuado, en la época adecuada y que era conocido en los altos círculos sociales egipcios. Mohammed Ben Brahim, investigador literario marroquí, señaló en su publicación que Belbachir ejercía todos los poderes y obligaciones del jalifa con justicia, misericordia y diligencia, ya que este último le confirió tal responsabilidad y prestigio dentro de un cuadro protectoral. Adnan Sebti, historiador marroquí, reveló que Belbachir marcó medio siglo en la historia de Marruecos contemporáneo y que fue un hombre cuyo alcance trascendió las fronteras marroquíes.  Adnan Sebti, igualmente, reveló que Belbachir era tanto los "ojos y la boca" del jalifa como el guardia de la dignidad y del presupuesto jalifiano. Durante el coloquio internacional sobre el jalifa que tuvo lugar en Tetuán en octubre 9,10,11 del 2014, el historiador Rachid Mustfa, declaró que el historiador Ben Azuz Hakim le había dicho, poco antes que muriera, que el jalifa no podía formular una opinión política sin pasar por Belbachir. En septiembre de 2014, Souleiman Raissouni, periodista del periódico nacional marroquí llamado El Massae, declaró que Belbachir era el gobernante de facto del Protectorado Español dentro de un cuadro protectoral mientras que el jalifa era el gobernante de jure del mismo. Belbachir era el Jefe de la Casa Civil del Jefe del Estado Jalifiano, Jefe de gabinete Jalifiano y Secretario General del Gobierno Jalifiano llamado el Majzén. Belbachir era igualmente el Secretario General de la junta privada de consejeros jalifianos. En 2021, Josep-Luis Mateo Dieste, historiador catalán, resumió a Belbachir como el funcionario principal tanto en el palacio jalifiano como en el gobierno jalifiano. Después de la independencia Mohammed V nombró Belbachir gobernador de la región de Tetuán, lo cual este último rechazó para evitar la separación con el antiguo jalifa. Lo más lógico para dicho político era el puesto de diplomático en Gran Bretaña. Para marcar la importancia de Belbachir en la embajada, Mohammed V le otorgó un puesto único en su género, ya que lo nombró representante del Palacio Imperial (en donde el Ministerio Marroquí de Asuntos Exteriores no tenía ninguna influencia sobre el) en el Reino Unido. Dicho diplomático funcionaba en yuxtaposición con el embajador, antiguo segundo jalifa. El 28 de agosto de 2018, el periodista Hassan El Basri declaró que Belbachir actuaba tras bambalinas, ejerciendo como el poder detrás del asiento virreinal y que su lealtad hacia el jalifa era acorazada. En 2023, Abdelhamid Beyuqi, novelista Hispano-Marroquí, reveló  que Belbachir era un tal genio y sabio que llegó a manipular el gobierno jalifiano.  Belbachir es reconocido por haber destacado en la disciplina de su profesión y por su filantropía. Su nombre ha sido transliterado en las siguientes formas: Si Hamed Ben Baxir Escuri o Escurri, Sidi Ahmed Bel Bashir Haskouri, Ahmer Ben Bazir Hasqouri, Ahamad Benbachir Scouri, Sid Ahmed Ben El Bachil Scuri o Skuri, y Ahmad Ben Bachir El Hascori. Su apodo para los españoles era Hamido. Su apodo entre los maroquíes era "Basidi" (abuelito)

## Biografía

### Infancia, educación y familia

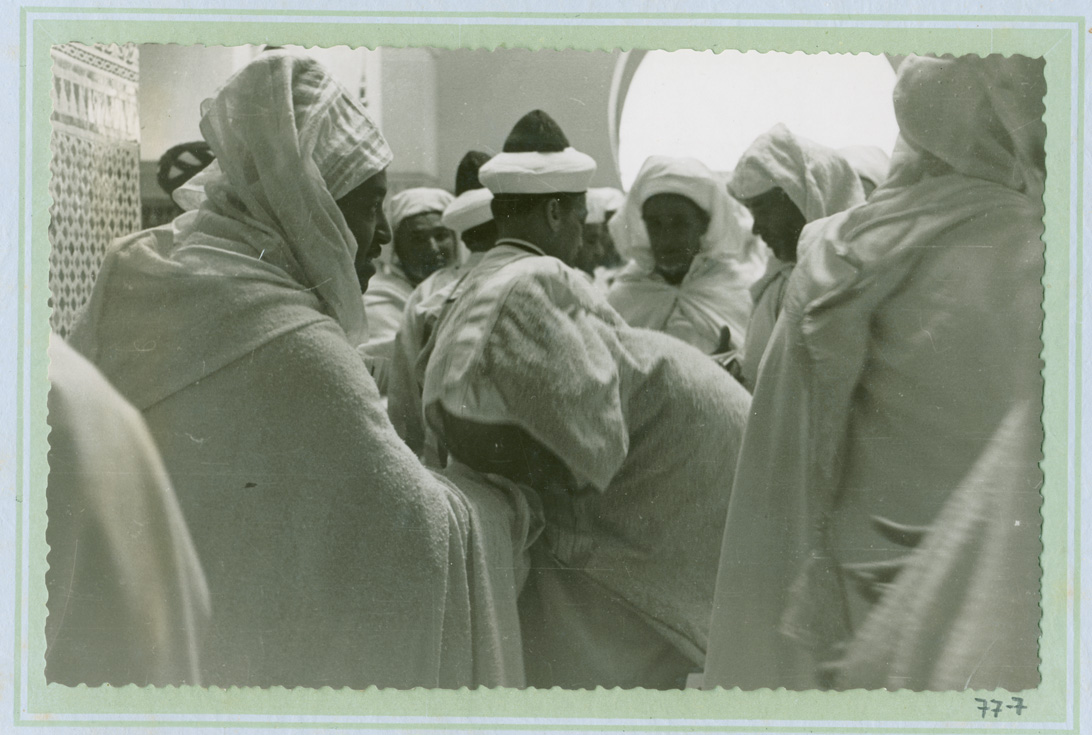
Jefes y pashas haciendo cola. Estos besan la mano de Belbachir durante la boda jalifiana en 1949

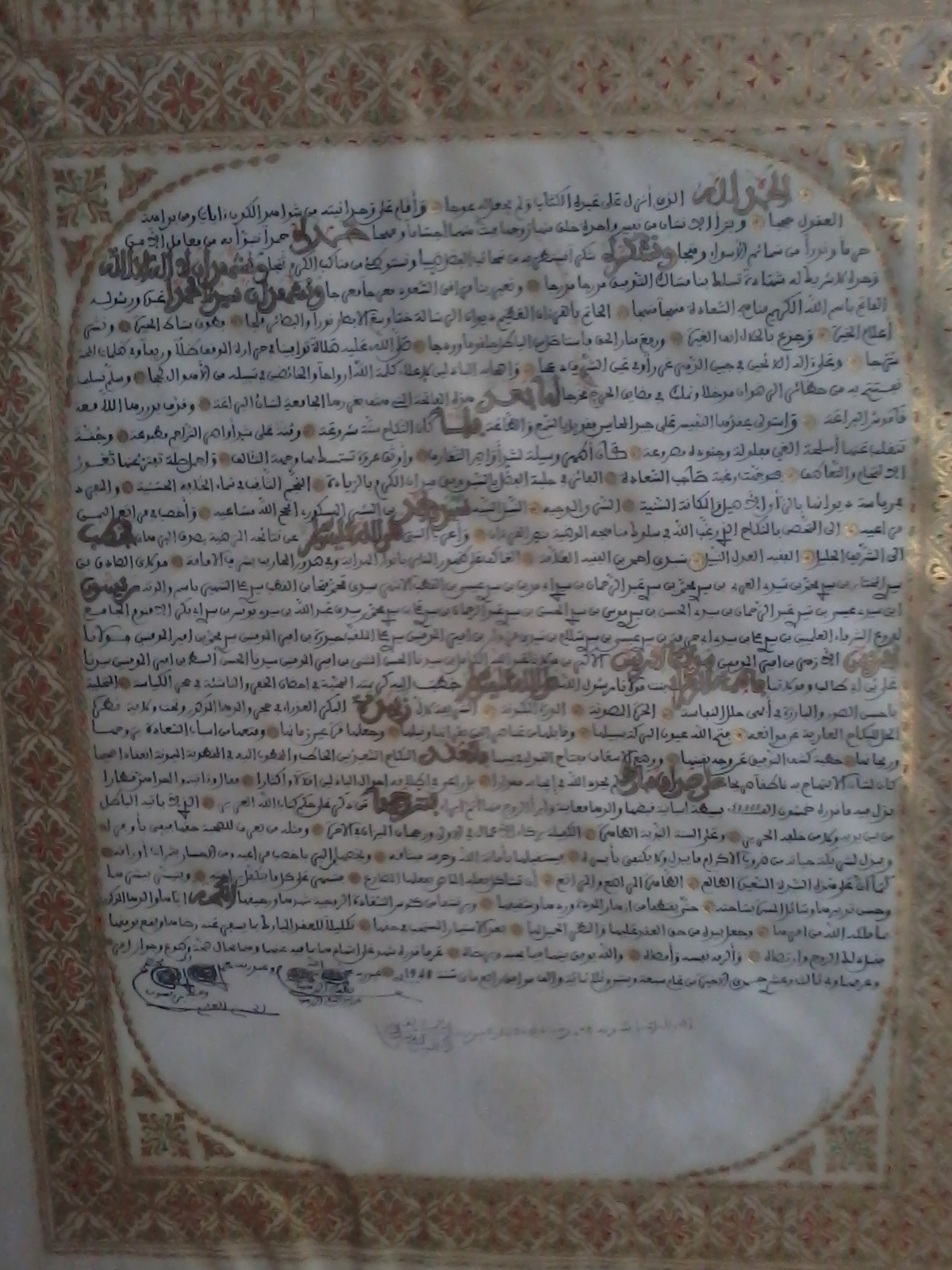
El certificado de matrimonio entre Ahmed Belbachir Haskouri y Lalla Zoubida Raissouni está escrito en piel de venado. Los antepasados de Lalla Zoubida se mencionan a partir de su padre y terminan con Hasan ibn Ali, hijo de Fátima az-Zahra, hija del profeta Mahoma.

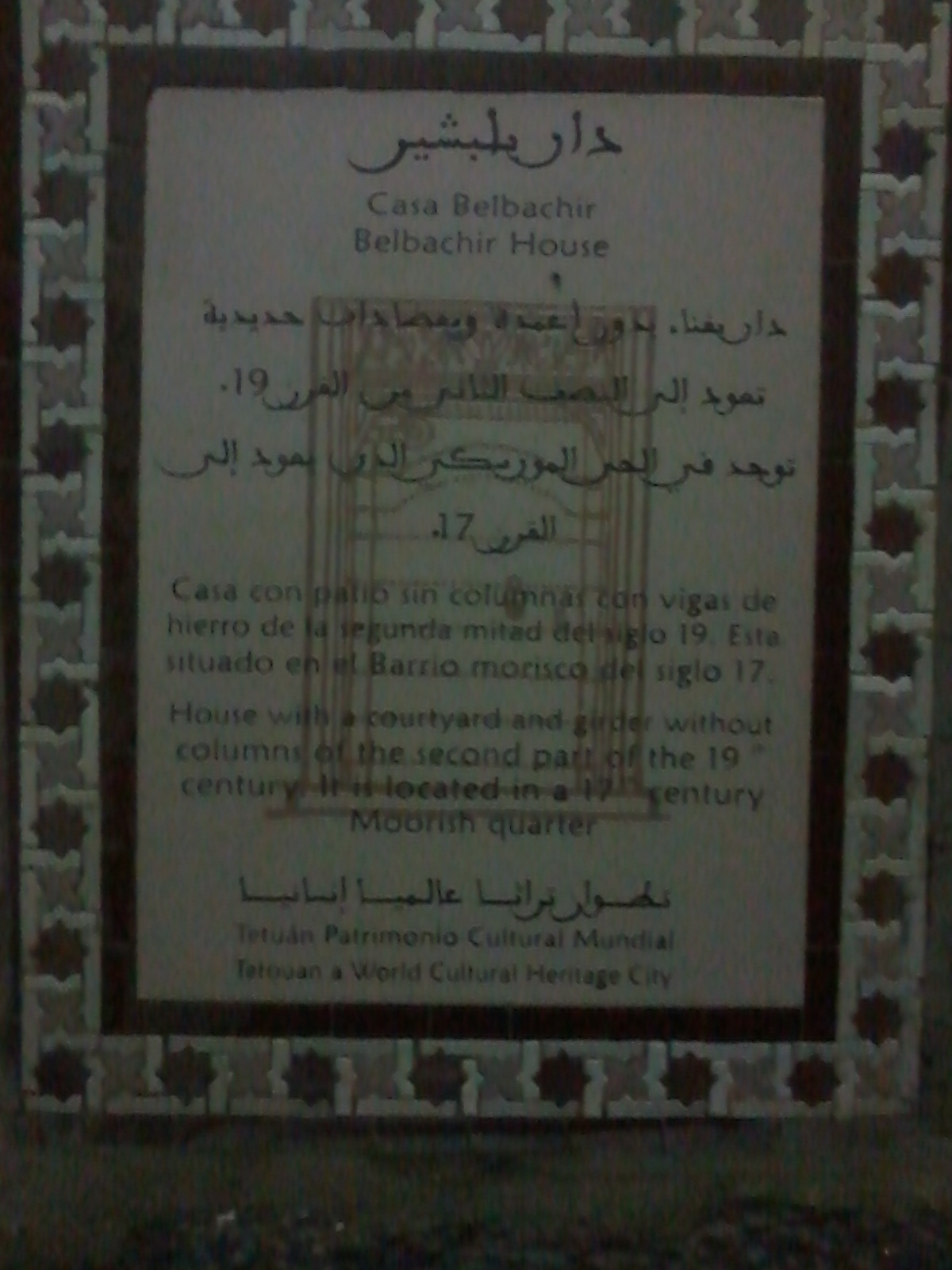
A petición del gobierno marroquí, la casa de Ahmed Belbachir Haskouri fue reconocida por Unesco debido a su historia arquitectónica. La descriptiva placa post-colonial se colocó en agosto de 2012.

Belbachir procedía de una familia noble de Marrakech que trabajaba para los reyes de Marruecos. Como los padres de Belbachir murieron mientras que era muy joven, este último estaba bajo la custodia de un pariente cercano en Marrakech, Príncipe Muley Abdelkader Alauí, sobrino y yerno del Sultán Hassan I e hijo de la tía paterna de Belbachir. Después de la muerte de dicho príncipe, Belbachir fue trasladado al palacio real de Fez para reunirse con su abuela materna que era la dama de honor de la princesa Lalla Zoubida, madre de Muley Mehdi, futuro primer jalifa en Tetuán. Más tarde, durante una edad temprana, se mudó a Tetuán bajo la custodia del futuro primer jalifa y conjuntamente con el futuro segundo jalifa. Dado que Belbachir hizo estudios iniciales en Árabe y religión con el jalifa en el palacio jalifiano y vivió y creció diariamente y conjuntamente con el jalifa en dicho palacio, este último era considerado hermano adoptivo de Belbachir. En el mismo tiempo, Belbachir era íntimo amigo del jalifa. Además, Hajja Fatma, tía materna de Belbachir era madre de leche de los dos hermanos del jalifa.
Por otro lado, Belbachir realizó estudios primarios y secundarios en El Pilar, Escuela Marianista de los españoles en Tetuán. Luego, realizó estudios bancarios y de protocolo en España.
España, periódico español, anunció la boda de Belbachir en 1950. Belbachir se casó con Lalla Zoubida Raissouni (Raisuli/Raisuni/Raissouli), miembro de una familia Jerife, nieta directa de Mawla o Muley Sadiq Raissouni y pariente de Muley Ahmed al-Raisuli.

### Papel en el movimiento nacionalista marroquí
Según Abdelmajid Benjelloun, Belbachir apoyaba los partidos políticos para sacar Marruecos del colonialismo. Belbachir estaba involucrado con los nacionalistas en "Beit el Maghrib" (Casa de Marruecos o Oficina del Magreb Árabe) ubicada en Cairo, Egipto para liberar Marruecos. Amhamed Benaboud, historiador marroquí, revela en su libro publicado la correspondencia entre Belbachir y el nacionalista Mhammed Amhamed Benaboud, representante de la Casa de Marruecos en Egipto. Este último pide a Belbachir ayuda política para deshacer el desvío político entre los partidos políticos. En una carta pide la opinión de Belbachir en cuanto al camino político de los partidos políticos. En otra carta pide ayuda financiera para poder asistir a una reunión en Unesco.
En abril de 1947 El Ahram, periódico nacional egipcio, anunció que Belbachir estaba involucrado tanto con el Jalifa como con el secretario de la conferencia del Magreb Árabe en Egipto para vincular el nacionalismo marroquí a la mencionada conferencia.
Belbachir encargaba su esposa para que este último trasladara armas desde el Protectorado español de Marruecos al Ejército de Liberación ubicado en el Protectorado francés de Marruecos.
Según Miguel Martínez-Mena, periodista español, Belbachir regaló la bandera de Marruecos independiente al público español en la fecha 31/5/1955 vía los partícipes de un espectáculo en Alicante.
Belbachir recibió el Rey Mohammed V en la primera visita de este último a Tetuan en abril de 1956 después de la independencia de Marruecos.

### Diálogo y relación con las autoridades españolas
Mientras tanto, Belbachir mantenía un diálogo político con el Alto Comisario, representante del jefe del estado español. Durante la Segunda República Española Belbachir exitosamente parlamentó con dicho gobierno en la persona del Alto Comisario para que indemnizara tanto a los soldados y soldados discapacitados que lucharon en contra de Abdelkrim en la guerra del Rif como a los huérfanos y viudas de los soldados que lucharon en el mismo, lo cual el gobierno peninsular anterior pasó por alto. Cuando el general Franco assumió el poder, Belbachir era el encargado que recomendaba la guardia mora para la protección del generalísimo a través del General Agustín Muñoz Grandes. El General Carlos Asensio Cabanillas rotundamente trató de aprobar un proyecto de ley en desacuerdo con la cultura marroquí. Belbachir presionó con éxito al jalifa y a todos los altos funcionarios del gobierno a dimitir. Cuando Asencio vio que no podía llegar a un nuevo gobierno de inmediato y que estaría bajo la amenaza de un vacío de poder, se abarrota en los deseos de Belbachir. En 1943 Belbachir dialogó tanto con el General Luis Orgaz Yoldi como con el jefe del Partido Reformista para que este último entregara sus documentos ancestrales de suma importancia al gobierno con apegue a las normas jalifianas. El General José Enrique Varela afirmó a Belbachir que él cometió un error relacionado con los eventos de Tetuán del 8 de febrero de 1948 y que, aunque él no quería ni a Abdelkhalek Torres ni a su partido, condenaba solamente la acción en nombre de Abd el-Krim El Khattabi. Como Varela disparó contra los manifestantes, Belbachir se opuso y cortó provisionalmente sus relaciones con el primero. Varela declaró que Belbachir era un insubordinado de acuerdo a los archivos finalmente desclasificados en España.
Según el libro Ifni:la guerra que silenció Franco publicado en 2006, «García Valiño quería despertar las ambiciones del Jalifa, El Mehdi, a ver si, en un arrebato de vanidad, se proclamaba genuino sultán de la zona española, y con ello se obtenía la secesión del Protectorado Norte». En 1953 casi 430 alcaldes, notables y ulema, con la aprobación del General Rafael García Valiño, se reunieron en "saniat R'mel", en la entrada de Tetuán, para pedir por escrito al general Franco la secesión de la zona española, ya que el gobierno francés había destituido el rey Mohammed V en la zona francesa. Belbachir aconsejó el jalifa no ir a aquella reunión para que aquellos no lo proclamaran rey de la zona española. Además, Belbachir "pagó a una cocinera para que boicotara un acto político promocionado por la Alta Comisaría, absteniéndose de cocinar en un encuentro que debía proclamar el jalifa de la zona española como reino soberano en 1954 en las afueras de Tetuan".
Más tarde, el General Valiño acusó Belbachir de pretender envenenarlo en 1955. Tal caso era una secuela de aquel evento cuando el jalifa, bajo la influencia de Belbachir, rechazó el trono provisional de Marruecos entero en 1955 a pesar del apoyo franco-español.
El tribunal militar en Tetuán citó Belbachir en varias ocasiones debido al cargo que se le imputaba. Aunque el cargo no tenía suficiente fundamento según el tribunal el general Franco y el general Valiño firmaron la destitución de Belbachir. Dado que Marruecos era un protectorado, la firma y el sello jalifiano eran necesarios en dicho documento para completar la destitución, lo cual era imposible porque Belbachir tenía el sello jalifiano bajo su control.

### Papel en la guerra civil española
Al principio Belbachir era el interlocutor de los republicanos, ya que había de un lado una discrepancia entre los de la izquierda y los monorquistas disfrazados y del otro lado había el alto comisario en Tetuán. Después del golpe de Estado de 1936 en España, al ver el peligro de un comunismo en la puerta de Marruecos, Belbachir se declaró en contra de la legítima República Española, pero en el lado de la iglesia. Los soldados marroquíes lucharon en dicha guerra bajo un permiso ministerial del protectorado en vez de un decreto jalifiano para que la ideología de Belbachir estuviese consecuente con la de los nacionalistas marroquíes. De todos modos, era un gran riesgo porque, si los comunistas habían ganado en la guerra civil española, Belbachir hubiera sido encarcelado.

### Papel en la Segunda Guerra Mundial
Durante la Segunda Guerra Mundial, Belbachir protegía Joséphine Baker en Norte de África y respaldaba las fuerzas aliadas en dicha región, según Emmanuel Bonini, historiador francés. Además, según Claude Baker, hijo de Josefina Baker, Belbachir ofrecía pasaportes y visados vía el Alto Comisario de España para sacar de Europa los judíos perjudicados por el Nazismo. Según Adnan Sebti, historiador marroquí, Belbachir califica para el título "Justos entre las Naciones".

### Relación con el SultánAbd al-Aziz de Marruecos
El Sultán Abd al-Aziz de Marruecos rogaba Belbachir, poco antes que estuviese moribundo, para que este último se convirtiera en el padrino de la hija del primero. Además, después de la muerte de dicho sultán, Belbachir ayudó la mencionada princesa para que se casara con el jalifa, aunque Mohammed V se opuso. En breve, Belbachir apaciguó ambos monarcas para que eso sucediera.

### Papel en la Liga Árabe
Conjuntamente con otros nacionalistas, Belbachir estaba involucrado en la primera intervención marroquí en la Liga Árabe. Esto se manifestó en una carta de los nacionalistas a Belbachir enviada el 14 de marzo de 1947. El representante cultural marroquí en la Liga Árabe aseguró a Belbachir, en una carta con fecha 22 de mayo de 1947, que los nacionalistas tal como Torres y Allal El Fassi serían recibidos con agasajo en la Liga Árabe. El mencionado representante describe de nuevo sus actividades a Belbachir en una carta con fecha 16/9/47. La carta indica que Abdelkarim Gallab 
(Abdelkrim Ghallab) estaba presente con dicho representante en una reunión en Líbano llamada " La Conferencia Cultural Árabe". Se menciona también en dicho documento que la propaganda marroquí para independizar Marruecos se mencionó oralmente dentro de un marco cultural.
Belbachir jugó el papel del jalifa al recibir Ahmed Shuqairi, Subsecretario General de la Liga Árabe, en diciembre de 1953. Además, jugó el mismo papel al recibir Abdelkhalak Hassouna, Secretario General de la Liga Árabe, en mayo de 1954. En ambos eventos, el tema para liberar y reconstruir Marruecos era imprescindible.

### Papel enSáhara Occidental
Según el doctor británico Hussein Ben Kirat, especialista en relaciones internacionales, en post-1939, el Sahara Occidental fue administrado por Belbachir, bajo el jalifa del sultán, ubicado en Tetuán. Belbachir administraba, desde Tetuán, dicha región conjuntamente con la familia Maa El A'inain, ubicada en el Sahara, y una larga lista de gobernadores. Estos gobernadores saharauis marroquíes y dicha familia rendían homenaje al jalifa (la tradicional Bay'a) para mostrar su lealtad hacia Marruecos durante Mouloud, celebración del cumpleaños del Profeta. Todos estos hechos están documentados en Rabat, Madrid, París y bibliotecas personales de las familias de las muchas personas involucradas.

### Papel en el nacionalismo argelino
Desde el Reino Unido Belbachir usaba su cuenta bancaria privada para las operaciones financieras de la Frente de Liberación Nacional (Argelia). En el mismo tiempo, mantenía contacto con Ferhat Abbas, el presidente del Gobierno provisional de la República Argelina. Además, conjuntatente con el futuro Hasan II de Marruecos, Belbachir estaba involucrado en el traslado de armas para ayudar los rebeldes argelinos.

### Papel en el nacionalismo palestino
Belbachir subvencionaba Amin al-Husayni por razones humanitarias. Existen decenas de cartas en donde este último agradece el primero por sus aportaciones monetarias sustanciales.

### Papel Social
En el campo deportivo, Belbachir observaba oficialmente los juegos nacionales de Fútbol. En el campo literario, al ver las capacidades del poeta Mohammed Ben Musa, Belbachir lo recomendó exitosamente al jalifa en el 6 de abril de 1937 para el puesto de Ministro de Dotación para popularizar y fomentar la Poesía árabe. Para evitar un colonialismo puro y simple, Belbachir aseguró la educación de una elite marroquí para que este grupo educara las Masas a la larga. El historiador marroquí Mohammed Ben Azuz Hakim declaró que él pudo completar sus estudios superiores en España, gracias a la intervención social de Belbachir. En el campo humanitario, Belbachir declaró que Huari Bumedián, futuro presidente de Argelia, era marroquí para salvarlo de la enfermedad de tuberculosis. Belbachir lo mandó al centro Benqarich en Tetuán para curarlo, ya que un centro para eso no existía en Argerlia en aquel entonces.
Belbachir era el planificador y el supervisor de la boda jalifiana en 1949. Esta boda era la más celebrada en el mundo en 1949.
Belbachir permitió que la Princesa Fátima Zohra, hija del Sultán Abdulaziz y esposa del segundo jalifa, adoptara Amina, hija mayor de Belbachir.

### Últimos años
Belbachir murió de infarto agudo de miocardio en Londres, Gran Bretaña. Luego, sus restos fueron trasladados de vuelta a Tetuán. En la actualidad, está enterrado en la Mezquita Sidi Abdullah El Hajj.

## Condecoraciones
Las medallas nacionales fueron las siguientes:
1. Mohámed V de Marruecos le confirió el Youssoufia en 1947 en Arcila
2. El khalifa le confirió dos Mehdaouias después de la boda del khalifa en el año 1949
3. El khalifa también le otorgó una medalla del palacio virreinal-Orden del Mérito Jalifiano.

Las medallas de extranjeros fueron las siguientes:
1. En 1934, la Segunda República Española le confirió la gran cruz de la Orden de Isabel la Católica. La república también concedió a Belbachir el título de caballero en 1934.
2. El Primer Gobierno de Francisco Franco le concedió el título de comendador en 1938. El gobierno de Franco le concedió la gran cruz de la Orden del Mérito Civil en 1940. El gobierno de Franco le otorgó de nuevo Mérito de África en 1951

## Ancestros
|  | |  |  |  |  |  |  |  |  |  |  |  |  |  |  |  |
|  | 16. Caíd Mohammed II hijo de Caíd Abdelqader, hijo de Caíd Mohammed I Haskouri, descendiente directo de los Hafsíes(en árabe: الحفصيون) |  |  |  |  |  |  |  |  |  |  |  |  |  |  |  |
|  | |  |  |  |  |  |  |  |  |  |  |  |  |  |  |  |
|  | |  |  |  |  |  |  |  |  |  |  |  |  |  |  |  |
|  | 8. Caíd Rha Saleh Haskouri |  |  |  |  |  |  |  |  |  |  |  |  |  |  |  |
|  | |  |  |  |  |  |  |  |  |  |  |  |  |  |  |  |
|  | |  |  |  |  |  |  |  |  |  |  |  |  |  |  |  |
|  | 4. Caíd Rha M'barek Haskouri, brazo derecho del Príncipe Muley Uthman, hermano de Hasán I de Marruecos |  |  |  |  |  |  |  |  |  |  |  |  |  |  |  |
|  | |  |  |  |  |  |  |  |  |  |  |  |  |  |  |  |
|  | |  |  |  |  |  |  |  |  |  |  |  |  |  |  |  |
|  | 2. Bachir Haskouri, Caíd "R'ha" y cuñado del Príncipe Muley Uthman, hermano de Hasán I de Marruecos |  |  |  |  |  |  |  |  |  |  |  |  |  |  |  |
|  | |  |  |  |  |  |  |  |  |  |  |  |  |  |  |  |
|  | |  |  |  |  |  |  |  |  |  |  |  |  |  |  |  |
|  | 5. Lalla Rahma Ouazzani (Wazzani) |  |  |  |  |  |  |  |  |  |  |  |  |  |  |  |
|  | |  |  |  |  |  |  |  |  |  |  |  |  |  |  |  |
|  | |  |  |  |  |  |  |  |  |  |  |  |  |  |  |  |
|  | 1. Ahmed Belbachir Haskouri Hafsi (en árabe:احمد ابن البشير الهسكورى الحفص) |  |  |  |  |  |  |  |  |  |  |  |  |  |  |  |
|  | |  |  |  |  |  |  |  |  |  |  |  |  |  |  |  |
|  | |  |  |  |  |  |  |  |  |  |  |  |  |  |  |  |
|  | 6. Bilal Entifi (Ouled Bentaleb de Uarzazat), Caíd "R'ha" de Fez y luego Caíd Hyayna |  |  |  |  |  |  |  |  |  |  |  |  |  |  |  |
|  | |  |  |  |  |  |  |  |  |  |  |  |  |  |  |  |
|  | |  |  |  |  |  |  |  |  |  |  |  |  |  |  |  |
|  | 3. Hajja Amina Entifi (Ouled Bentaleb) |  |  |  |  |  |  |  |  |  |  |  |  |  |  |  |
|  | |  |  |  |  |  |  |  |  |  |  |  |  |  |  |  |
|  | |  |  |  |  |  |  |  |  |  |  |  |  |  |  |  |
|  | 7. Lalla Shama Mesmoudi Benadi, dama de compañía de la Princesa Lalla Zoubida-hija del Príncipe Muley Rachid Ben Abd ar-Rahmán ibn Hisham, madre del Jalifa Muley Mehdi, esposa del Príncipe Muley Ismael Ben Mohámmed IV de Marruecos y suegra del Sultán Mohámmed Ben Arafa y del Sultán Abd al-Hafid de Marruecos |  |  |  |  |  |  |  |  |  |  |  |  |  |  |  |
|  | |  |  |  |  |  |  |  |  |  |  |  |  |  |  |  |
|  | |  |  |  |  |  |  |  |  |  |  |  |  |  |  |  |